# Contre-la-montre féminin aux championnats du monde de cyclisme sur route 2019
Le contre-la-montre féminin aux championnats du monde de cyclisme sur route 2019 a lieu sur 32 kilomètres le 24 septembre 2019 à Harrogate, au Royaume-Uni. Il est remporté par l'Américaine Chloé Dygert Owen.

## Système de qualification
| Champion                | Nom                  | Pays        |
| ----------------------- | -------------------- | ----------- |
| Championne du monde     | Annemiek van Vleuten | Pays-Bas    |
| Championne d'Afrique    | Selam Ahama Gerefiel | Éthiopie    |
| Championne panaméricain | Leah Thomas          | États-Unis  |
| Championne d'Asie       | Olga Zabelinskaïa    | Ouzbékistan |
| Championne d'Océanie    | Kate Perry           | Australie   |
| Championne d'Europe     | Ellen van Dijk       | Pays-Bas    |

## Favorites
Annemiek Van Vleuten championne en titre des deux éditions précédentes.

## Récit de la course
La course se déroule sur une route humide. Chloé Dygert Owen passe tous les points de chronométrage avec plus d'une minute d'avance sur les concurrentes passées, et en dépasse neuf.

## Classement
| Rang                      | Coureuse                 | Pays              |    | Temps       |
| ------------------------- | ------------------------ | ----------------- | -- | ----------- |
| Médaille d'or, monde      | Chloé Dygert Owen        | États-Unis        | en | 42 min 11 s |
| Médaille d'argent, monde  | Anna Van Der Breggen     | Pays-Bas          | +  | 1 min 33 s  |
| Médaille de bronze, monde | Annemiek Van Vleuten     | Pays-Bas          | +  | 1 min 54 s  |
| 4                         | Amber Neben              | États-Unis        | +  | 2 min 39 s  |
| 5                         | Lisa Klein               | Allemagne         | +  | 2 min 42 s  |
| 6                         | Marlen Reusser           | Suisse            | +  | 3 min 3 s   |
| 7                         | Leah Thomas              | États-Unis        | +  | 3 min 14 s  |
| 8                         | Lucinda Brand            | Pays-Bas          | +  | 3 min 16 s  |
| 9                         | Alena Amialiusik         | Biélorussie       | +  | 3 min 18 s  |
| 10                        | Lisa Brennauer           | Allemagne         | +  | 3 min 21 s  |
| 11                        | Amanda Spratt            | Australie         | +  | 3 min 57 s  |
| 12                        | Karol-Ann Canuel         | Canada            | +  | 4 min 23 s  |
| 13                        | Omer Shapira             | Israël            | +  | 4 min 29 s  |
| 14                        | Lisa Nordén              | Suède             | +  | 4 min 30 s  |
| 15                        | Juliette Labous          | France            | +  | 4 min 32 s  |
| 16                        | Alice Barnes             | Grande-Bretagne   | +  | 4 min 32 s  |
| 17                        | Elisa Longo Borghini     | Italie            | +  | 4 min 35 s  |
| 18                        | Pernille Mathiesen       | Danemark          | +  | 4 min 36 s  |
| 19                        | Anastasiia Iakovenko     | Russie            | +  | 4 min 37 s  |
| 20                        | Anna Kiesenhofer         | Autriche          | +  | 4 min 39 s  |
| 21                        | Vita Heine               | Norvège           | +  | 4 min 57 s  |
| 22                        | Elise Chabbey            | Suisse            | +  | 5 min 9 s   |
| 23                        | Louise Norman Hansen     | Danemark          | +  | 5 min 15 s  |
| 24                        | Kelly Murphy             | Irlande           | +  | 5 min 32 s  |
| 25                        | Tatsiana Sharakova       | Biélorussie       | +  | 5 min 33 s  |
| 26                        | Hayley Simmonds          | Grande-Bretagne   | +  | 5 min 35 s  |
| 27                        | Olga Zabelinskaya        | Ouzbékistan       | +  | 5 min 42 s  |
| 28                        | Olga Shekel              | Ukraine           | +  | 5 min 52 s  |
| 29                        | Eri Yonamine             | Japon             | +  | 5 min 54 s  |
| 30                        | Audrey Cordon-Ragot      | France            | +  | 5 min 56 s  |
| 31                        | Katrine Aalerud          | Norvège           | +  | 6 min 0 s   |
| 32                        | Ashleigh Moolman         | Afrique du Sud    | +  | 6 min 15 s  |
| 33                        | Julie van de Velde       | Belgique          | +  | 6 min 22 s  |
| 34                        | Anna Turvey              | Irlande           | +  | 6 min 22 s  |
| 35                        | Vittoria Bussi           | Italie            | +  | 6 min 28 s  |
| 36                        | Anna Plichta             | Pologne           | +  | 6 min 33 s  |
| 37                        | Rotem Gafinovitz         | Israël            | +  | 6 min 52 s  |
| 38                        | Teniel Campbell          | Trinité-et-Tobago | +  | 7 min 17 s  |
| 39                        | Gloria Rodríguez         | Espagne           | +  | 7 min 18 s  |
| 40                        | Tiffany Keep             | Afrique du Sud    | +  | 7 min 18 s  |
| 41                        | Lourdes Oyarbide         | Espagne           | +  | 7 min 52 s  |
| 42                        | Gillian Ellsay           | Canada            | +  | 7 min 59 s  |
| 43                        | Andrea Ramírez           | Mexique           | +  | 8 min 33 s  |
| 44                        | Maria Novolodskaya       | Russie            | +  | 8 min 38 s  |
| 45                        | Desiet Kidane            | Érythrée          | +  | 8 min 38 s  |
| 46                        | Valeriya Kononenko       | Ukraine           | +  | 8 min 55 s  |
| 47                        | Agua Marina Espínola     | Paraguay          | +  | 9 min 9 s   |
| 48                        | Fernanda Yapura          | Argentine         | +  | 9 min 11 s  |
| 49                        | Ágústa Edda Björnsdóttir | Islande           | +  | 9 min 39 s  |
| 50                        | Ting Ting Chang          | Taipei chinois    | +  | 10 min 11 s |
| 51                        | Ana Paula Polegatch      | Brésil            | +  | 10 min 29 s |
| 52                        | Latefa Alyaseen          | Koweït            | +  | 19 min 37 s |
| 53                        | Noura Alameeri           | Koweït            | +  | 20 min 29 s |